# Ceroplastes psidii
Ceroplastes psidii är en insektsart som först beskrevs av Édouard Louis Chavannes 1848.  Ceroplastes psidii ingår i släktet Ceroplastes och familjen skålsköldlöss. Inga underarter finns listade i Catalogue of Life.